# Iris junonia
Iris junonia är en irisväxtart som beskrevs av Heinrich Wilhelm Schott. Iris junonia ingår i släktet irisar, och familjen irisväxter. Inga underarter finns listade i Catalogue of Life.

## Bildgalleri

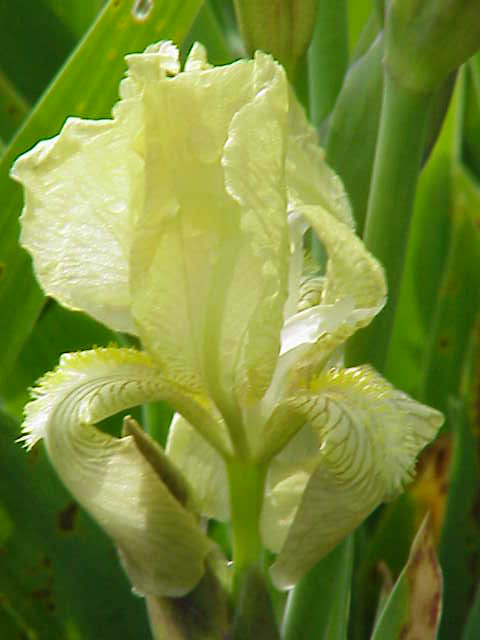
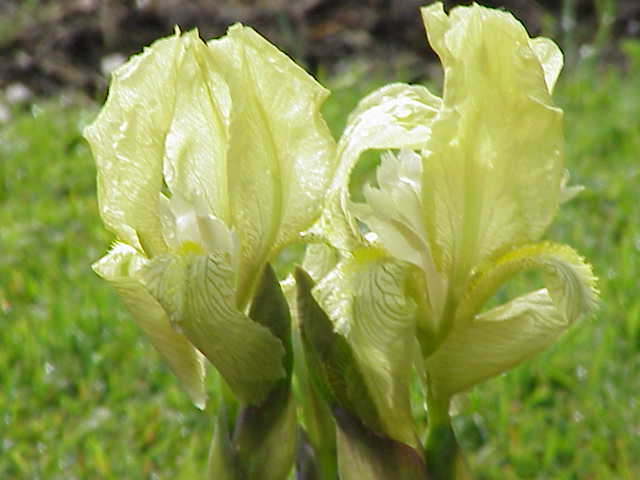
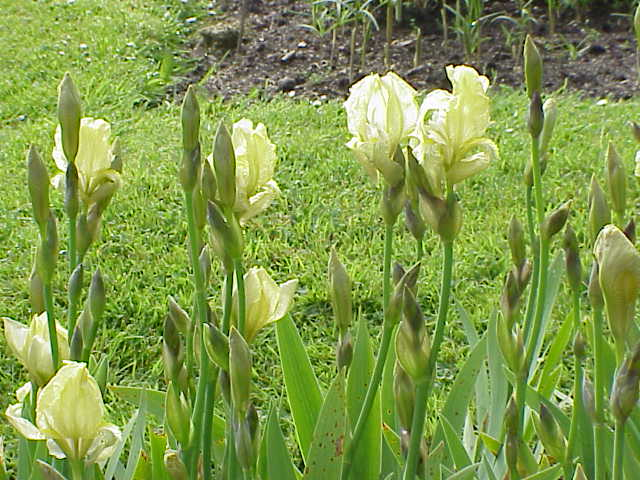